# Geoglomeris duboscqui
Geoglomeris duboscqui är en mångfotingart som beskrevs av Henri W. Brölemann 1913. Geoglomeris duboscqui ingår i släktet Geoglomeris och familjen klotdubbelfotingar. Inga underarter finns listade i Catalogue of Life.